# Голівочка зближена
Голівочка зближена (Cephalozia connivens) — вид печіночників порядку юнгерманіальних (Jungermanniales).
Таксон вважається синонімом до Fuscocephaloziopsis connivens (Huebener) Váňa & L. Söderstr.

## Поширення
Батьківщиною є Європа, Африка, Азія, Північна Америка.
Вид росте в оліготрофних, кислих, вологих місцях на верхових і проміжних болотах, на торфі, по краях канав і рідко на гнилій деревині. Оскільки вид тісно прив’язаний до таких місць, йому особливо загрожує знищення середовища існування. Він росте між іншими мохами або тонкими килимками.

## Характеристика
Рослини мають блідо-жовтий або світло-зелений колір. Їх ширина становить лише близько 1 мм. На кінчиках стебла часто злегка роздуті листки. Поздовжні округлі бокові листки мають ширину приблизно 0,6 мм і зазвичай мають ширину біля основи від 7 до 10 клітин. Вони поділені на дві частки від однієї третини до половини своєї довжини, тупі кінці яких нахилені одна до одної. Клітини пластинки відносно великі (30-50 мкм завширшки та 55-70 мкм завдовжки) і більш-менш шестикутні. Як правило, вони не містять масляних тілець; іноді є крихітні. Вид часто плодоносить навесні. Однак вид також розмножується вегетативно через виводкові тіла.